# Kostel Narození Panny Marie (Drysice)
Římskokatolický farní kostel Narození Panny Marie je kostel, jenž stojí ve vesnici Drysice poblíž okresního města Vyškov.

## Historie
Se stavbou kostela se začalo koncem roku 1887.